# Claude Georges
Pour les articles homonymes, voir Georges.
Ne doit pas être confondu avec Georges Claude (peintre).
Claude Georges (né le 29 avril 1929 à Fumay (Ardennes) et mort le 18 décembre 1988 à Toulouse (Haute-Garonne)) est un peintre et graphiste français. Il est l'un des représentants les plus importants de la peinture abstraite après la Seconde Guerre mondiale.[réf. nécessaire]
À partir des années 1950 et 1960 en particulier, son art a reçu une attention et une reconnaissance internationales[réf. nécessaire]. Par exemple, Claude Georges a participé à la Documenta 2 à Cassel en 1959 avec plusieurs tableaux. Il expose à la première Biennale de Paris la même année et également aux 2e et 3e Biennales de Paris en 1961 et 1963.
Il est représenté au Cabinet d'Art Graphique du Centre Georges Pompidou, ainsi que dans la Collection Brache-Bonnefoi de Beaulieu-en-Rouergue, où est en cours la création d'un musée d'art moderne par le Centre des monuments nationaux (CMN). L'ouverture est annoncée pour 2022.